# Neostenoptera kiefferi
Neostenoptera kiefferi är en tvåvingeart som först beskrevs av Meunier 1901.  Neostenoptera kiefferi ingår i släktet Neostenoptera och familjen gallmyggor. Inga underarter finns listade i Catalogue of Life.